# Villa Gesell
Villa Gesell är en kuststad i Argentina. Den ligger i provinsen Buenos Aires, i den östra delen av landet, cirka 300 km söder om huvudstaden Buenos Aires. Folkmängden uppgår till cirka 30 000 invånare.